# Кабалло (Нью-Мексико)
Кабалло (англ. Caballo) — переписна місцевість (CDP) в США, в окрузі Сьєрра штату Нью-Мексико. Населення — 77 осіб (2020).

## Географія
Кабалло розташоване за координатами 32°58′50″ пн. ш. 107°18′27″ зх. д. / 32.98056° пн. ш. 107.30750° зх. д. (32.980625, -107.307469).  За даними Бюро перепису населення США в 2010 році переписна місцевість мала площу 2,54 км², уся площа — суходіл.

## Демографія
Згідно з переписом 2010 року, у переписній місцевості мешкало 112 осіб у 56 домогосподарствах у складі 38 родин. Густота населення становила 44 особи/км².  Було 68 помешкань (27/км²).
Расовий склад населення:
| - 87,5 % — білих - 1,8 % — корінних американців - 5,4 % — осіб інших рас |

До двох чи більше рас належало 5,4 %. Частка іспаномовних становила 12,5 % від усіх жителів.
За віковим діапазоном населення розподілялося таким чином: 10,7 % — особи молодші 18 років, 57,2 % — особи у віці 18—64 років, 32,1 % — особи у віці 65 років та старші. Медіана віку мешканця становила 60,3 року. На 100 осіб жіночої статі у переписній місцевості припадало 96,5 чоловіків;  на 100 жінок у віці від 18 років та старших — 108,3 чоловіків також старших 18 років.
Цивільне працевлаштоване населення становило 33 особи. Основні галузі зайнятості: транспорт — 69,7 %, сільське господарство, лісництво, риболовля — 30,3 %.